# Spomenik u Ruduši kod Sinja
Spomenik u Ruduši podignut je 1962. godine u spomen na 24 strijeljana pripadnika Prvog splitskog odreda. Strijeljani su 26. kolovoza 1941. odlukom Prijekog suda u Sinju. Među strijeljanjima su bili i pripadnici RNK Split. Između ostalih i Đordano Borovčić Kurir, Ante Zelić, Dušan Frua, Nebojša Borozan, Vjeko Ozretić i drugi.

## Stradanje odreda
Odred je bio na brzinu formiran i upućen u borbu 11. kolovoza 1941. Nekoliko dana su se probijali put Dinare, da bi se 14. kolovoza sukobili u blizini sela Košute s pripadnicima Mačekove zaštite i talijanske vojske. Dolaskom noći dio boraca se uspio spasiti probojem, a dio je bio zarobljen i potom odveden u Sinj.

## Izgled
Spomenik ima oblik triju trokuta spojenih s bridovima dok su vrhovi okrenuti prema zemlji. Na kamenu unutar spomenika ispisana su imena svih strijeljanih.

## Vanjske poveznice
- Ruduša: Braća Žužul obnovila partizanski spomenik (Ezadar.hr, 22.08.2009.), preuzeto 16. studenog 2013.